# Probreviceps loveridgei
Probreviceps loveridgei är en groddjursart som beskrevs av Parker 1931. Probreviceps loveridgei ingår i släktet Probreviceps och familjen Brevicipitidae. IUCN kategoriserar arten globalt som sårbar. Inga underarter finns listade i Catalogue of Life.